# Tlalchapa
Tlalchapa est une ville et le siège de la municipalité de Tlalchapa, dans l'état de Guerrero, au sud-ouest du Mexique.